# WIN.COM
WIN.COM是在DOS下加载Windows 9x及以前版本的Windows的可执行文件。

## 历史
在Windows 3.1及之前版本的Windows中，需要在DOS中手动输入方能开始加载Windows，也可以添加到AUTOEXEC.BAT中，随着开机自动加载Windows。另外，在Windows 2.1x中，系统的加载程序有所变化。
在Windows 95和Windows 98中，IO.SYS执行完AUTOEXEC.BAT后，将会直接调用WIN.COM。而在Windows ME中，操作系统启动时无需再调用WIN.COM，因为其一切工作已由IO.SYS本身接管。
在Windows 95和Windows 98中，如果WIN.COM没有出问题，开机后IO.SYS是加载WIN.COM还是加载COMMAND.COM，由MSDOS.SYS决定。MSDOS.SYS中“BootGui=”一项，后面填写“0”加载COMMAND.COM，不进入Windows；填写“1”加载WIN.COM，进入Windows。Windows ME中由于实模式DOS被禁用，只能填写“1”。
WIN.COM位于Windows安装目录中，但在一些基于Windows NT的32位Windows (譬如Windows 2000，Windows XP还有Windows Vista)中，该文件存放于System32目录，用以向下兼容，此时的WIN.COM不再具备加载操作系统的能力。而Windows XP的WIN.COM则是一个空文件，利用这一特性，可在恢复了实模式DOS的Windows ME中用此文件替换REGENV32.EXE，以恢复AUTOEXEC.BAT的正常运行。
WIN.COM不但可以直接执行来加载操作系统，同时也可以使用参数，使系统进行特殊的启动操作，如诊断、进入安全模式等。参数及功能随着Windows的迭代有所不同。

## 易发问题
WIN.COM一旦被损坏或删除，将直接导致Windows 1.0、Windows 2.0、Windows 3.x、Windows 95、Windows 98无法启动。Windows ME由于IO.SYS接管了WIN.COM的作用，将不至于出现无法启动的问题。Windows 95和98的IO.SYS一旦发觉WIN.COM无法加载，将加载COMMAND.COM。Windows 98一旦切换到“MS-DOS提示符”模式，必须使用WIN.COM才能回到Windows。

## 另请参阅
- AUTOEXEC.BAT
- MS-DOS